# Iglesia de San Antonio Abad (Alginet)

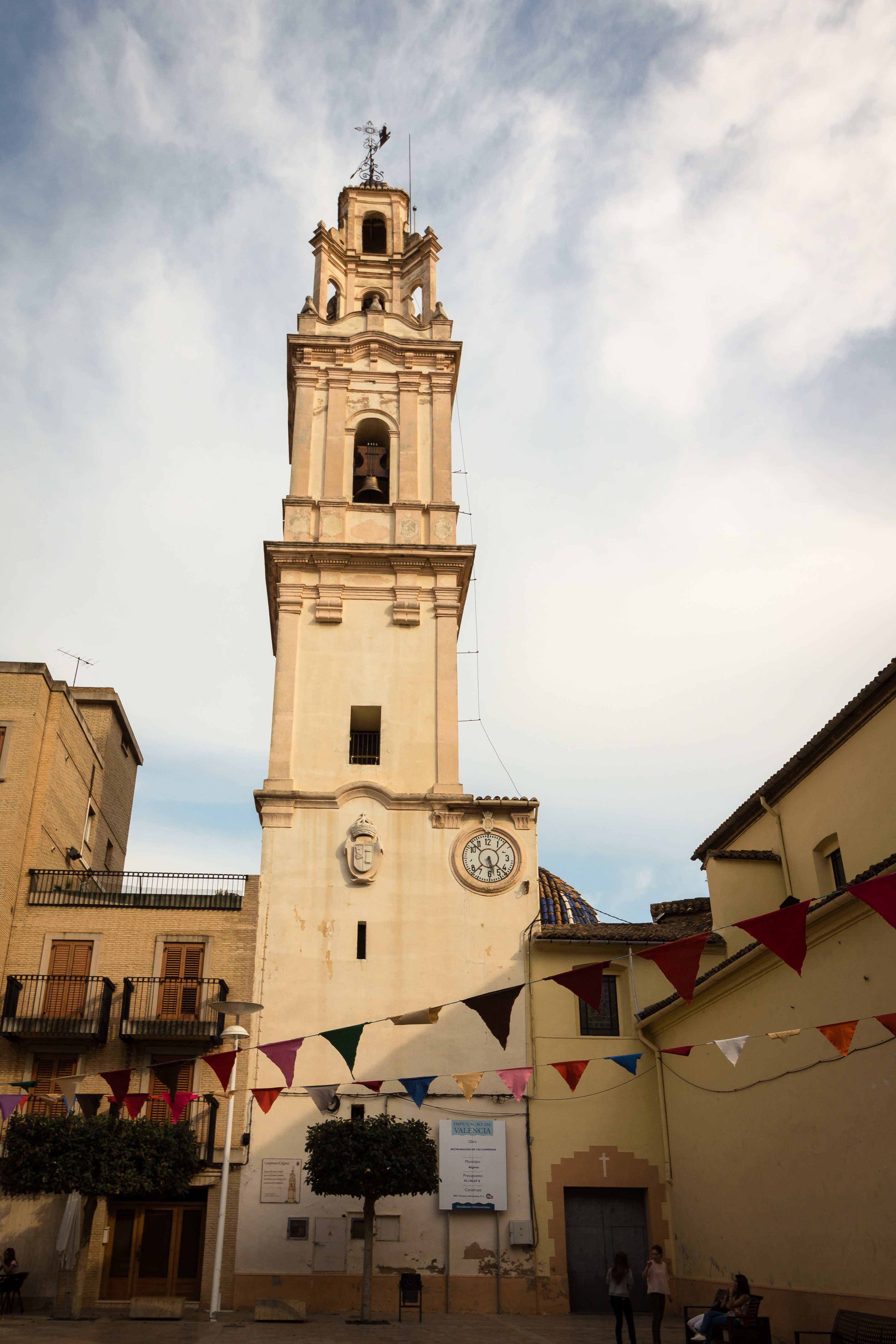
Vista general

La iglesia parroquial de San Antonio Abad se encuentra en la plaza del País Valenciano del municipio de Alginet, en la comarca de la Ribera Alta, de la provincia de Valencia. Está considerada Bien de interés cultural aunque todavía no se ha producido su anotación ministerial.

## Descripción
Fue construida entre 1654 y 1699 a partir de los restos de otra parroquia datada dependiendo de los autores en 1330 o 1375, pero el campanario y la Capilla de la Comunión son añadidos del siglo XVIII. El templo se estructura en tres naves, teniendo la central un crucero con cúpula de ladrillo árabe de estilo valenciano. El interior tiene ornamentación de estilo rococó, y contrasta con la sencillez de la fachada. Junto a la iglesia hay una torre de planta cuadrada.